# Classificació multiclasse

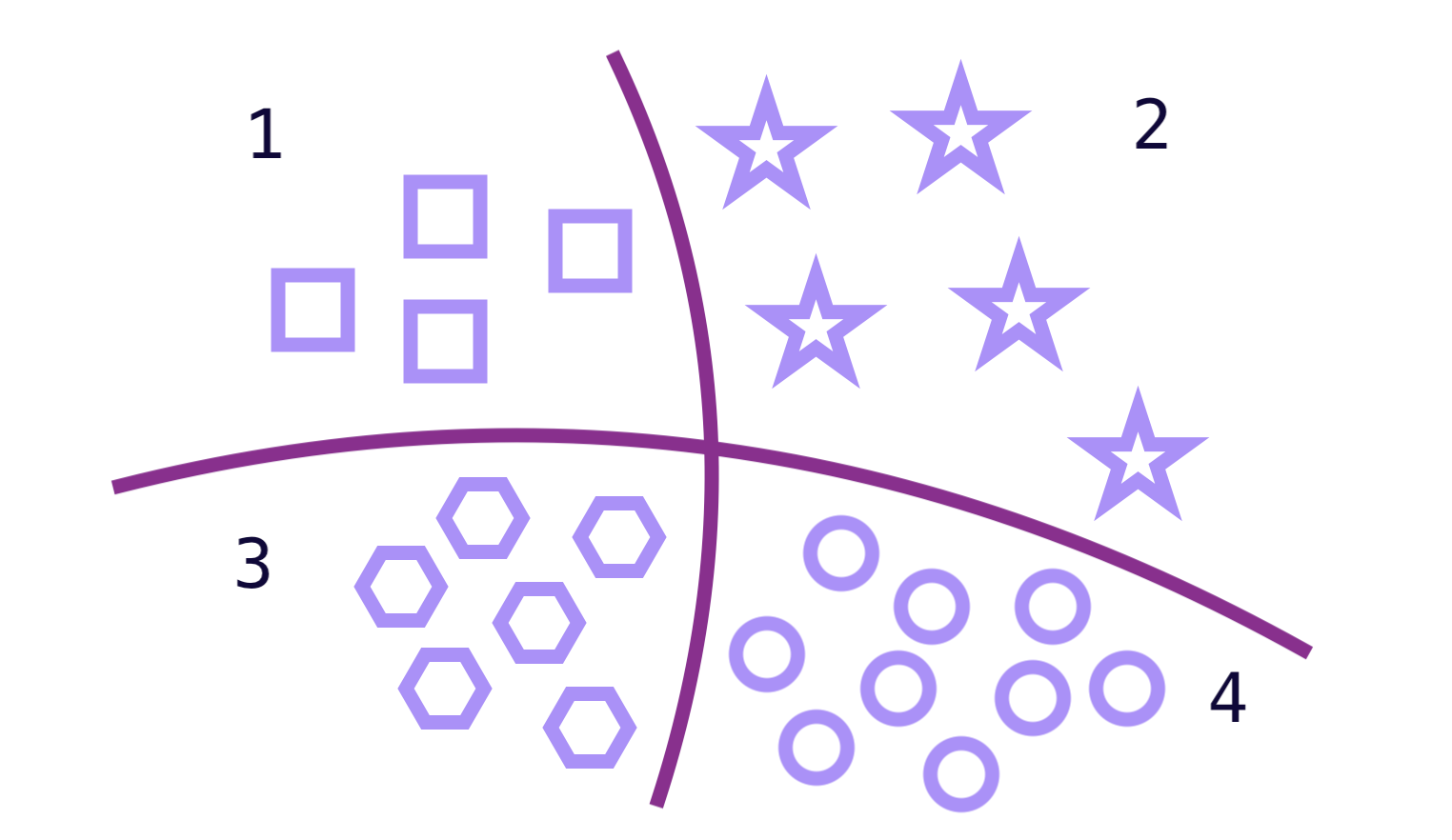
Exemple de classificació multiclasse.

En l'aprenentatge automàtic i la classificació estadística, la classificació multiclasse o la classificació multinomial és el problema de classificar les instàncies en una de tres o més classes (la classificació d'instàncies en una de dues classes s'anomena classificació binària).
Mentre que molts algorismes de classificació (sobretot la regressió logística multinomial) permeten naturalment l'ús de més de dues classes, alguns són per naturalesa algorismes binaris; aquests, però, es poden convertir en classificadors multinomials mitjançant una varietat d'estratègies.
La classificació multiclasse no s'ha de confondre amb la classificació multietiqueta, on s'han de predir diverses etiquetes per a cada instància.
Les tècniques de classificació multiclasse existents es poden classificar en (i) transformació a binària (ii) extensió de binària i (iii) classificació jeràrquica.
Aquesta secció discuteix estratègies per reduir el problema de la classificació multiclasse a problemes de classificació binària múltiples. Es pot classificar en un contra descans i un contra un. Les tècniques desenvolupades basades en reduir el problema multiclasse en problemes binaris múltiples també es poden anomenar tècniques de transformació de problemes.
Un-contra-la resta (OvR o one-vs.-all, OvA o one-against-all, OAA) consisteix a entrenar un únic classificador per classe, amb les mostres d'aquesta classe com a mostres positives i totes les altres mostres com a negatives. Aquesta estratègia requereix que els classificadors base produeixin una puntuació de confiança de valor real per a la seva decisió, en lloc de només una etiqueta de classe; Només les etiquetes de classes discretes poden conduir a ambigüitats, on es prediuen diverses classes per a una sola mostra.
S'han desenvolupat diversos algorismes basats en xarxes neuronals, arbres de decisió, k-nearest neighbors, Bayes ingenu, màquines de suport vector i màquines d'aprenentatge extrem per abordar problemes de classificació multiclasse. Aquest tipus de tècniques també es poden anomenar tècniques d'adaptació d'algoritmes.